# Destiny (álbum de The Jacksons)
Destiny es el duodécimo álbum lanzado por la banda estadounidense The Jacksons, en 1978, en Epic Records. El álbum logró vender más de cuatro millones de copias en todo el mundo, dos millones en Estados Unidos , durante su lanzamiento inicial y en el resto del mundo , dos millones. Esta fue la primera vez en que la banda tenía el control artístico total en un álbum y también el primero que era producido por los hermanos.

## Historia
Visión General
La banda había dejado su viejo sello Motown el 30 de junio de 1975, con la excepción de su hermano Jermaine Jackson, quien se había quedado en Motown después de que se casara con la hija de Berry Gordy, Hazel Gordy y tuviese dos hijos, llamados Jermaine Jackson,Jr (nacido el 27 de enero de 1977) y Autumn Jackson (nacido el 10 de julio de 1978 ). Después de un par de años, firmó con Philly International. Los Jackson pusieron sus ojos en Epic ,uno de los sellos más populares de Columbia Records. Después de que sus dos últimos discos en este sello fueran encabezados por los legendarios productores Kenny Gamble y Leon Huff, Epic permitió a los hermanos Jackson escribir y producir su propio material completo, por primera vez en su carrera. La composición de la mayor parte del álbum, fue hecha en su casa-estudio de grabación, en su mansión de Hayvenhurst, terminándose de grabar en dos meses, por parte del grupo.
Michael y su nuevo álbum , " Off the wall "
Al igual que muchos de los actos que habían salido de la Motown, Los Jacksons tuvieron que aceptar la posibilidad de que ellos ya no disfrutarían del mismo nivel de éxito que tuvieron mientras estaban asociados con la etiqueta Motown, enterándose también de que Michael Jackson, el rostro vocal de su banda, desde hacía mucho tiempo , realizaría su quinto álbum solista ( " Off the wall "- 1979 ) a continuación de la realización de "Destiny ". Los hermanos pusieron manos a la obra , componiendo su propio material para este disco, existiendo canciones acreditadas al grupo y otras, individualmente a la colaboración entre Randy y Michael. El tema "Blame It on the Boogie",contenido en el álbum, fue escrito por Mick Jackson, un músico inglés que tuvo su propia versión de la canción en las listas del Reino Unido, al mismo tiempo como The Jacksons. Fue la de los Jackson, sin embargo, la más exitosa y en consecuencia, la mejor versión conocida de la canción.
Lanzamiento y reacción
Publicado el 17 de diciembre de 1978, "Destiny" hizo a Los Jacksons, volver a establecerse como un grupo de grandes ventas. "Blame It on the Boogie", fue lanzado el 23 de octubre de 1978, como single del álbum, alcanzando el número 8 en las listas del Reino Unido. A pesar de que "Blame It On The Boogie" regresó a Los Jacksons al Hot 100, no fue un gran retorno, alcanzando solo el puesto nº 54. Sin embargo, "Blame It On The Boogie" logró llegar al puesto #3 de R&B y sería junto con "Shake Your Body (Down to the Ground)" en una versión single extendida discotequera, en alcanzar el puesto #20 en las listas de baile en 1979. El éxito del álbum se basa, en gran medida, en el segundo single del álbum, "Shake Your Body (Down to the Ground)", que se convirtió en un single Top 10 en la primavera de 1979. El álbum finalmente alcanzó su punto máximo en el número once, en el Billboard Pop Albums Chart y el número tres, en el Billboard Black Albums Chart, logrando disco de platino, certificado por la RIAA y el primero obtenido por Los Jacksons, ya que la mayoría de sus grabaciones de Motown eran incertificables, a pesar de su gran éxito en las listas, y más de dos millones de copias vendidas en todo el mundo. El tur promocional fue muy exitoso y se realizó en varios lugares, incluyéndose, el extranjero.

## Re-lanzamiento
En conmemoración a su 30 aniversario, " Destiny " incluyó dos raros bonus tracks de mezclas 12 pulgadas disco que antes no estaban disponibles en CD Fue lanzado el 27 de enero de 2009 en Epic / Legacy, una división de Sony Music Entertainment. Los dos temas inéditos fueron mezclados por John Luongo.

## Lista de canciones
| N.º | Título                                   | Letras                                  | Duración |  |
| 1.  | «Blame It on the Boogie»                 | Mick Jackson, Dave Jackson, Elmar Krohn | 3:36     |  |
| 2.  | «Push Me Away»                           | The Jacksons                            | 4:19     |  |
| 3.  | «Things I Do for You»                    | The Jacksons                            | 4:05     |  |
| 4.  | «Shake Your Body (Down to the Ground)»   | Randy Jackson, Michael Jackson          | 8:00     |  |
| 5.  | «Destiny»                                | The Jacksons                            | 4:55     |  |
| 6.  | «Bless His Soul»                         | The Jacksons                            | 4:57     |  |
| 7.  | «All Night Dancin'»                      | Randy Jackson, Michael Jackson          | 6:11     |  |
| 8.  | «That's What You Get (For Being Polite)» | Randy Jackson, Michael Jackson          | 4:57     |  |

| 2009 Re-edition Bonus Track |                                                                |          |  |
| N.º                         | Título                                                         | Duración |  |
| 9.                          | «Blame It on the Boogie» (John Luongo Disco Mix)               | 6:59     |  |
| 10.                         | «Shake Your Body (Down to the Ground)» (John Luongo Disco Mix) | 8:38     |  |